# 王仲富
王仲富（？—？），男，中国工程设计专家，曾任北京第一设计院设计总工程师，第三、四、五届全国政协委员。